# Adalbert Steiner
Adalbert Steiner I (Temesvár, 24 de gener de 1907 - 10 de desembre de 1984) fou un futbolista romanès de la dècada de 1930.
Fou internacional amb Romania i disputà el Mundial de 1930. Fou jugador d'Unirea Timişoara, Chinezul Timişoara on guanyà cinc lligues romaneses, i CA Timişoara.